# Erretana
Erretana/Retana és un poble i concejo pertanyent al municipi de Vitòria. Tenia 44 habitants en (2007). Forma part de la Zona Rural Nord-oest de Vitòria. Es troba a uns 527 msnm i està situat 8 km al nord de la ciutat de Vitòria i prop de l'autovia A-240, que té un desviament senyalitzat cap a Erretana. Es troba entre els pobles de Miñao, Mendibil i Durana.
El primer esment escrit d'aquest poble data de l'any 952 quan se li esmenta amb el nom de Erentana. En un document de l'any 1025 apareix ja com Erretanna. En un altre document de 1257 apareix esmentat com Retainna. És un dels llogarets que van quedar adscrites a la jurisdicció de Vitòria en 1332 per donació del rei Alfons XI de Castella.
L'edifici més destacable del poble és la parròquia de San Esteban, d'origen medieval, però l'edifici actual del qual data del segle xviii.
En 1973 es va trobar a Erretana un jaciment arqueològic a l'aire lliure amb restes lítiques prehistòriques, ceràmica de l'Eneolític i restes de l'època romana. Les restes excavades estan dipositades al Museu Arqueològic de Vitòria.